# 座
座（ざ）は、平安時代から戦国時代まで存在した主に商工業者や芸能者による同業者組合のこと。貴族・寺社などに金銭など払う代わりに営業や販売の独占権などの特権を認められた。

## 概要
座という呼び名の由来については、いろいろな説があるが、主として「公的な場所や市場内における特定の座席という意味に由来する」とする説と、「同業者による集会の場という意味に由来する」とする説の2説があり、長年議論の対象となってきた（「座論争」）。
今日では、「本来は一定の有資格者が一堂に会する場を指し、両方の意味合いを有していた」とする説が有力である。また、地縁的結合をもって結成される場合もあり、「里座」・「町座」と呼ばれる里単位・町単位の座も結成された。座は公家や寺社を本所として座役を納め、あるいは奉仕を行い、本所は座の構成員である座衆に供御人・寄人・神人などの身分を与えてこれを保護した。
記録上に残る最古の座は青蓮院を本所とする八瀬里座である。杣伐夫や駕輿丁によって構成され、青蓮院の本山である延暦寺や朝廷に奉仕を行い、後の八瀬童子の源流となった。鎌倉時代に入ると大都市や商工都市を中心として座の数が増加した。代表的なものとしては、京都において後の西陣の源流となった大舎人の織手座や祇園社の綿座・錦座、北野社の麹座、山城大山崎の油座、摂津今宮の魚座、鎌倉の材木座、博多の油座などがあり、大和の興福寺や近江の日吉大社も多数の座を支配下に置いたことで知られていた。
座は仕入の独占を行い、必要に応じてその商品の運搬路や運送具の独占すら行った。また、本所の政治力を背景として関所における通行税や市場における営業税の免除の特権を獲得した。その一方で自己の専売を確立した市場では、座外の商人・職人の営業を禁止して座衆による独占を図り、座に属する小規模業者の維持に努めた。また、座同士の連携なども盛んに行われ、生産地の座と消費地の座が連携したり、大都市の座が地方の座を支配したりすることが行われた。
だが、室町時代に入ると座を取り巻く環境に変化が生じるようになる。京都における官衙を含めた領主権力が強化され、座の権威を無視して営業税をかけたり、地方の商工業者が地元の領主と結びついて座の権威打破を図ろうとした。こうした中で座も変質していき、本所から自立した営業集団に転化したり、官衙や領主との結びつきを強めて中にはこれらを新たな本所するものが出現したり、座衆の数を制限して世襲特権化を図ろうとした。それに対して新興商人側も「新座」と呼ばれる座を結成して既成の座と同様の特権を求める動きが現れ、更に「孫座」と呼ばれる第三の座すら現れる例もあった。
織田信長が新都市に楽市・楽座をおこない、最終的に豊臣秀吉によって中世の座は解体させられた。これによって座の特定は否認されたが、反対に領主と結びついた特定の御用商人による支配が確立するきっかけとなった。ただし、全ての座が解体した訳ではなく、座役を伴わない商業共同体として残ったものもある。また、芸能者では主要な大夫を家元とする芸能集団としての座が形成され、江戸時代以後に「○○座」という呼称で呼ばれるようになり、転じて劇場や映画館の名称としても用いられた。
江戸時代には幕府の管理下に金座・銀座などが作られた。